# Adolf Spinnler
Adolf Spinnler né le 18 juillet 1879 et mort le 20 novembre 1951, est un gymnaste suisse qui a concouru et ayant remporté deux médailles aux Jeux olympiques d'été de 1904.

## Palmarès

### Jeux olympiques
- Saint-Louis 1904
  -  médaille d'or au combiné 3 épreuves
  -  médaille de bronze au concours général individuel